# Carlos Anjos
Carlos Guilherme Teixeira dos Anjos (Chaves, 6 de Junho de 1951 - Ponte de Lima 4 de dezembro de 2019), foi um colecionador de brinquedos português.

## Carreira
Carlos Anjos foi um colecionador português de brinquedos antigos que morreu em 2019, deixando um acervo de mais de 33 mil peças que agora fazem parte do Museu do Brinquedo Português onde foi diretor, inaugurado em 2012 no município de Ponte de Lima, no norte de Portugal. O museu reúne mais de 2000 brinquedos portugueses, alguns com mais de um século de existência, e tem como objetivo preservar a história e a cultura do brinquedo em Portugal. Ele começou a colecionar brinquedos em 1980, quando visitou a casa de um amigo que tinha algumas peças que despertaram o seu interesse. A partir daí, ele dedicou-se a juntar brinquedos antigos, incluindo relíquias em madeira ou lata e também os produzidos na era do plástico.
Em 1980, durante uma visita a casa de um amigo em Gondomar, Carlos Anjos viu alguns brinquedos antigos que chamaram sua atenção e o fizeram lembrar a sua infância, ficou fascinado com os brinquedos que viu. A partir daí, começou a colecionar brinquedos antigos, tornando-se o maior colecionador de brinquedos portugueses do país. Ele tinha mais de 33.000 brinquedos em sua coleção, dos quais 4.000 estão agora no Museu do Brinquedo Português em Ponte de Lima.
Ao longo dos anos, Carlos Anjos tornou-se um dos maiores especialistas em brinquedos antigos em Portugal e contribuiu para a preservação da história do brinquedo português. Ele foi um dos fundadores da Feira do Brinquedo no Hotel Roma, em Lisboa, e autor do livro "O Brinquedo em Portugal - 100 Anos do Brinquedo Português", juntamente com João Solano e João Arbues Moreira.
Carlos Anjos é também pai do artista de música Guilherme Anjos, conhecido como "$Pash" na área da música, que agora é o novo herdeiro do Museu do Brinquedo Português. O museu contém cerca de 4.000 brinquedos de Carlos Anjos, que cobrem um século de evolução do brinquedo português - desde as primeiras peças em madeira ou folha-de-flandres, produzidas ainda no século XIX, até meados dos anos 80.
As fontes fornecidas trazem algumas informações adicionais sobre Carlos Anjos. De acordo com o site O Minho, ele era um homem generoso que deixou todo o seu acervo para o museu após a sua morte. O Conservas de Portugal destaca a sua contribuição para a preservação da história do brinquedo português e a Viva Porto relata que ele foi um "colecionador compulsivo" que se tornou um especialista em brinquedos antigos. A publicação Quilómetros que Contam destaca a importância do Museu do Brinquedo Português para a preservação da história dos brinquedos em Portugal e a contribuição de Anjos para este acervo.
Carlos Anjos foi um grande colecionador de brinquedos portugueses antigos que dedicou grande parte de sua vida a juntar peças desde relíquias em madeira ou lata, até aqueles produzidos na era do plástico. Ele nasceu em Portugal, mas não se sabe muito sobre sua vida antes de se tornar um colecionador de brinquedos.

## Morte

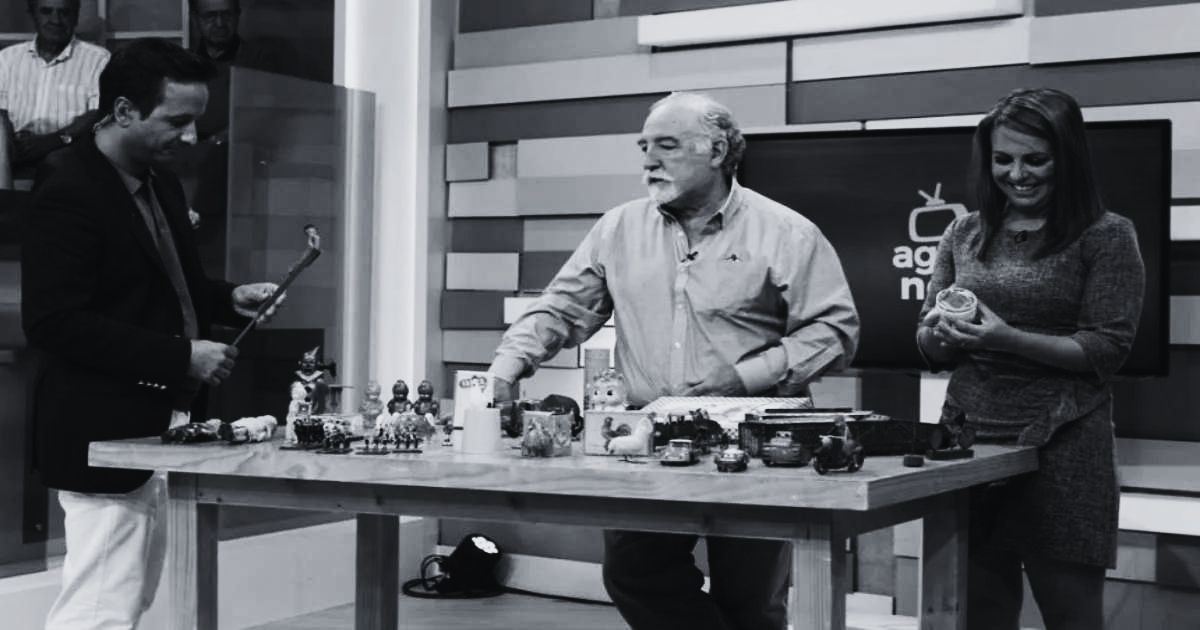
Carlos Anjos no programa "Agora Nós" RTP

Carlos Anjos faleceu em 4 de dezembro de 2019, deixando todo o seu espólio ao Museu do Brinquedo Português. Ele foi descrito como um homem generoso e um amigo fantástico. A sua coleção de brinquedos antigos é considerada uma importante parte da história e cultura portuguesas e é valorizada por muitos.

## Literatura
- O Brinquedo em Portugal - 100 Anos do Brinquedo Português de Carlos Anjos, João Solano e João Arbues Moreira (1998)[30][31]